# Woden Weston Football Club
O Woden Weston Football Club é um clube semi-profissional de futebol com sede em Canberra, ACT, Austrália. A equipe compete na National Premier Leagues.

## História
O clube foi fundado em 2007.